# Ekelunds Gransjö
Ekelunds Gransjö är en sjö i Vänersborgs kommun i Västergötland och ingår i Göta älvs huvudavrinningsområde. Sjön har en area på 0,0371 kvadratkilometer och ligger 119 meter över havet.

## Delavrinningsområde
Ekelunds Gransjö ingår i det delavrinningsområde (647399-130244) som SMHI kallar för Mynnar i Göta älvs vattendragsyta. Medelhöjden är 109 meter över havet och ytan är 48,6 kvadratkilometer. Det finns inga avrinningsområden uppströms utan avrinningsområdet är högsta punkten. Bastån som avvattnar avrinningsområdet har biflödesordning 2, vilket innebär att vattnet flödar genom totalt 2 vattendrag innan det når havet efter 87 kilometer. Avrinningsområdet består mestadels av skog (74 procent) och sankmarker (13 procent). Avrinningsområdet har 0,91 kvadratkilometer vattenytor vilket ger det en sjöprocent på 1,9 procent. Bebyggelsen i området täcker en yta av 1,71 kvadratkilometer eller 4 procent av avrinningsområdet.